# Leszek Ziątkowski
Leszek Ziątkowski ist ein polnischer Historiker. Er ist Professor an der Universität Breslau (Allgemeine Geschichte und Geschichte Polens vom 16. bis 18. Jahrhundert), aus seiner Hand stammten zahlreiche Publikationen, insbesondere Judaica zur schlesischen Region und zu Juden in Breslau.

## Schriften

### Judaica
- Szkolnictwo żydowskie we Wrocławiu do połowy XIX wieku (auf dt. Jüdisches Schulwesen in Breslau bis zur Mitte des 19. Jahrhunderts) (2005)
- Jüdisches Schulwesen in Breslau bis zur Mitte des 19. Jahrhunderts. Aus dem Polnischen übersetzt von Krystyna Kowalik-Rzepiak. In: Breslauer Schulen: Geschichte und Architektur. Hrsg. v. Maria Zwierz, Architekturmuseum, Wrocław 2005. S. 49–55 (Web-Ressource).
- Erinnerungsorte der Juden in Schlesien. In: Schlesische Erinnerungsorte, Neisse-Verlag, Görlitz 2005, S. [78]-93: Ill.
- Ludność żydowska we Wrocławiu w latach 1812-1914 (auf dt. Jüdische Bevölkerung in Breslau in den Jahren 1812-1914) (1998)
- Rodzina żydowska we Wrocławiu w XIX wieku (auf dt. Jüdische Familie in Breslau im 19. Jahrhundert) (2005)
- Dzieje Żydów we Wrocławiu  (dt. Die Geschichte der Juden in Breslau, übersetzt von Barbara Kocowska) (2000), ISBN 83-7023-805-X
- Żydzi w Jaworze (auf dt. Juden in Ernsdorf [bei Bielitz]) (2010)
- Między niemożliwym a koniecznym. reformy państwa pruskiego w końcu XVIII i na początku XIX wieku a proces równouprawnienia Żydów ze szczególnym uwzględnieniem sytuacji na Śląsku (auf dt.  Reformen des Preußischen Staates am Ende des 18. und zu Beginn des 19. Jahrhunderts und der Prozess der Gleichstellung der Juden unter besonderer Berücksichtigung der Situation in Schlesien) (2007)

### Andere
- Na drodze do Solidarności. Wrocław w walce o demokrację i niepodległość 1976-1980 (auf dt. Auf dem Weg zur Solidarność. Wrocław im Kampf für Demokratie und Unabhängigkeit ) (2010)
- A Guidebook to Wrocław (zusammen mit Rafał Eysymontt und Stanisław Klimek, 2009)
- Pieszyce od czasów najdawniejszych do końca XX wieku (auf dt.Peterswaldau [Eulengebirge] von den frühesten Zeiten bis zum Ende des 20. Jahrhunderts ) (zusammen mit Mateusz Goliński und Jan Kęsik, 2002)
- Historia Wrocławia. Od pradziejów do końca czasów habsburskich (auf dt. Geschichte von Breslau. Von den Anfängen bis zum Ende der Habsburger Ära ), Bd. 1, Wrocław 2001
- Die Adelsrepublik – zur Entstehung einer spezifischen politischen Kultur in Polen